# Kế đồng
Kế đồng hoặc Cỏ kế đồng (danh pháp khoa học: Cirsium arvense) là một loài thực vật thuộc chi Cirsium trong họ Cúc (Asteraceae), bản địa khắp châu Âu và phía Bắc châu Á, và được du nhập rộng rãi ở những nơi khác. Nó là một loại cây thân thảo lâu năm có chiều cao 30–100 cm, tạo thành các cụm sinh sản vô tính rộng lớn từ một hệ thống rễ ngầm dày dặc và trồi lên rất nhiều thân mọc thẳng khỏi mặt đất vào mỗi mùa xuân, đạt 1-1,2 m chiều cao (đôi khi cao hơn). Nó là loài cây mọc nơi đổ nát.
Cỏ kế đồng là thực vật lâu năm, có nằm trong danh sách 33 loài cỏ độc hại ở Bắc Mỹ và được biết là gây hại cho hơn 27 loại cây trồng ở 37 quốc gia, gây giảm năng suất đối với nhiều loại cây trồng, đồng cỏ, bãi cỏ, vườn nho và vườn cây ăn quả.

## Sinh thái
Cấu trúc ngầm của nó bao gồm 4 kiểu:
1. Các rễ dài, mập, mọc ngang.
2. Các rễ dài, mập, mọc thẳng.
3. Các chồi cây ngắn và nhỏ.
4. Các đoạn thân ngầm mọc thẳng.[4]

Dù được xác nhận trong một số tài liệu nhưng thực tế thì kế đồng không tạo ra các thân rễ. Các chồi rễ mọc ngẫu nhiên trên các rễ dày dặc của kế đồng, và từ đây sinh ra các chồi cây mới. Chồi cây cũng mọc ra từ các chồi bên trên đoạn ngầm của các chồi thông thường, cụ thể khi các chồi bị cắt hay khi các đoạn thân cây bị vùi lấp.

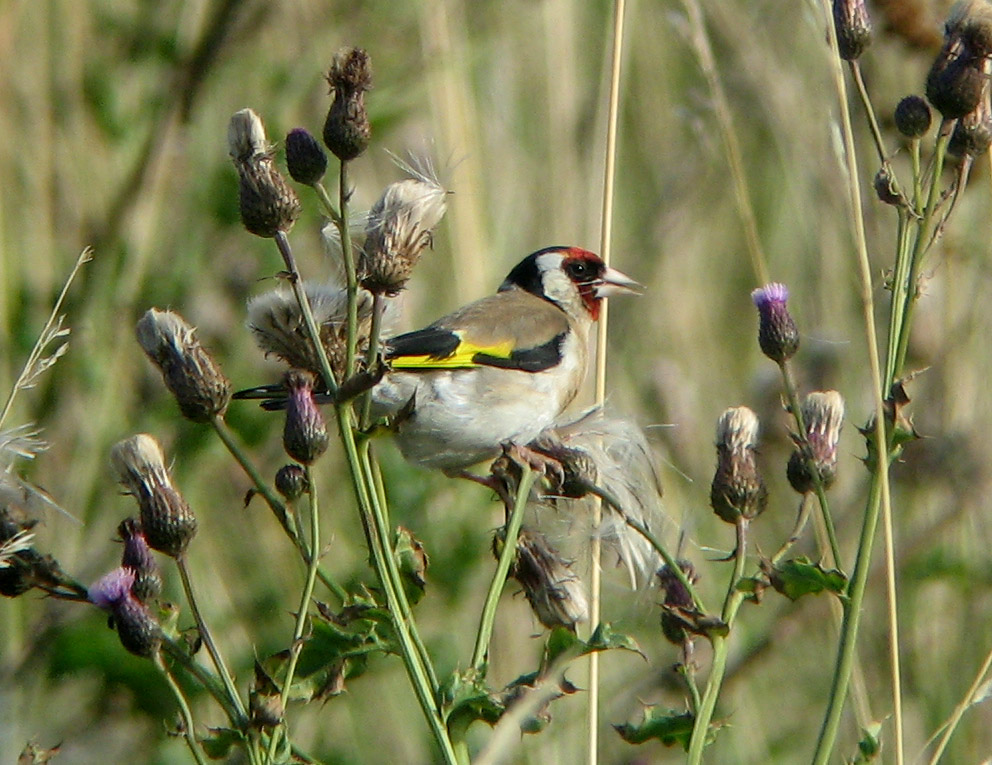
Một con sẻ thông châu Âu (Carduelis carduelis) ăn hạt của Cirsium arvense.

Thân cây có màu xanh mịn, phân cành tự do, và nhẵn nhụi (không có túm lông hay phấn), chủ yếu không có cánh gai. Thân một phần nằm bò trên mặt đất vào mùa hè, nhưng có thể mọc đứng lên nếu được hỗ trợ bởi thực vật khác. Những chiếc lá có gai nhọn, xẻ thùy, dài 15–20 cm và rộng 2–3 cm (nhỏ hơn ở phần trên của thân cây hoa).

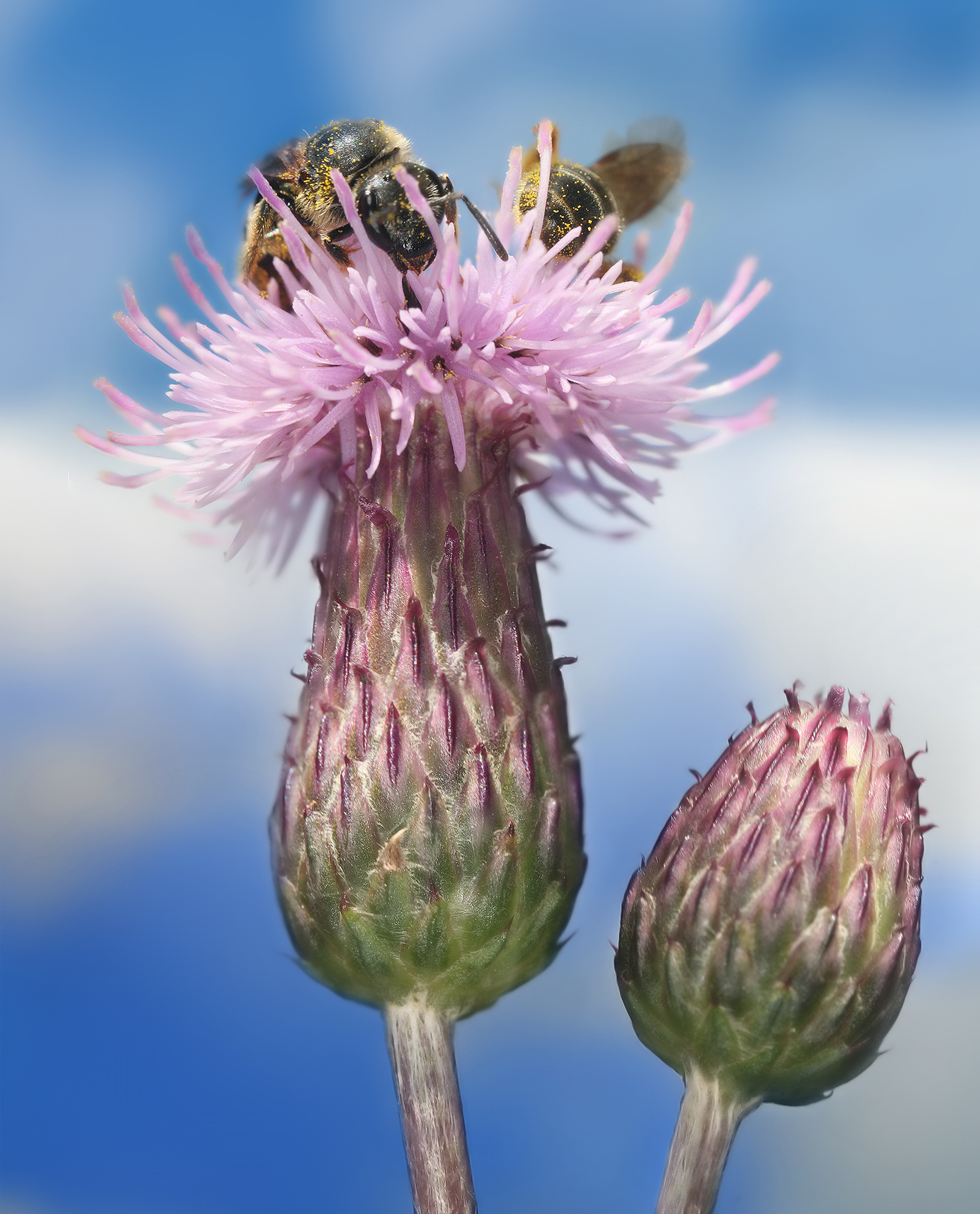
Con ong đậu trên hoa

Cụm hoa có đường kính 10–22 mm (0,39–0,87 in), màu hồng tím, với tất cả các chiếc hoa có hình dạng tương tự (không phân chia thành chiếc hoa đĩa và chiếc hoa tia). Những bông hoa thường là đơn tính khác gốc (cây đực và cây cái), nhưng không phải lúc nào cũng như vậy, với một số là cây lưỡng tính. Hạt dài 4–5 mm, với một mào lông hỗ trợ trong việc phát tán nhờ gió. Mỗi cành ra 1-5 cụm hoa đầu, với các cây trong điều kiện rất thích hợp sinh ra tới 100 cụm hoa đầu trên mỗi thân cây. Mỗi cụm hoa đầu chứa trung bình khoảng 100 chiếc hoa. Lượng hạt trung bình mỗi cây là khoảng 1.530. Do hoa chủ yếu thụ phấn nhờ côn trùng nên khi các cây đực và cây cái mọc sát nhau thì số lượng hạt sẽ nhiều hơn.
Các hạt của Cirsium arvense là nguồn thức ăn quan trọng cho sẻ thông vàng châu Âu và sẻ thông thông thường, và ở một mức độ thấp hơn là của các loài sẻ thông khác. Lá của nó là thức ăn của hơn 20 loài bướm Lepidoptera, bao gồm bướm Vanessa cardui và Ectropis crepuscularia, và một số loài rệp vừng (Aphidoidea).

## Các chủng kế đồng

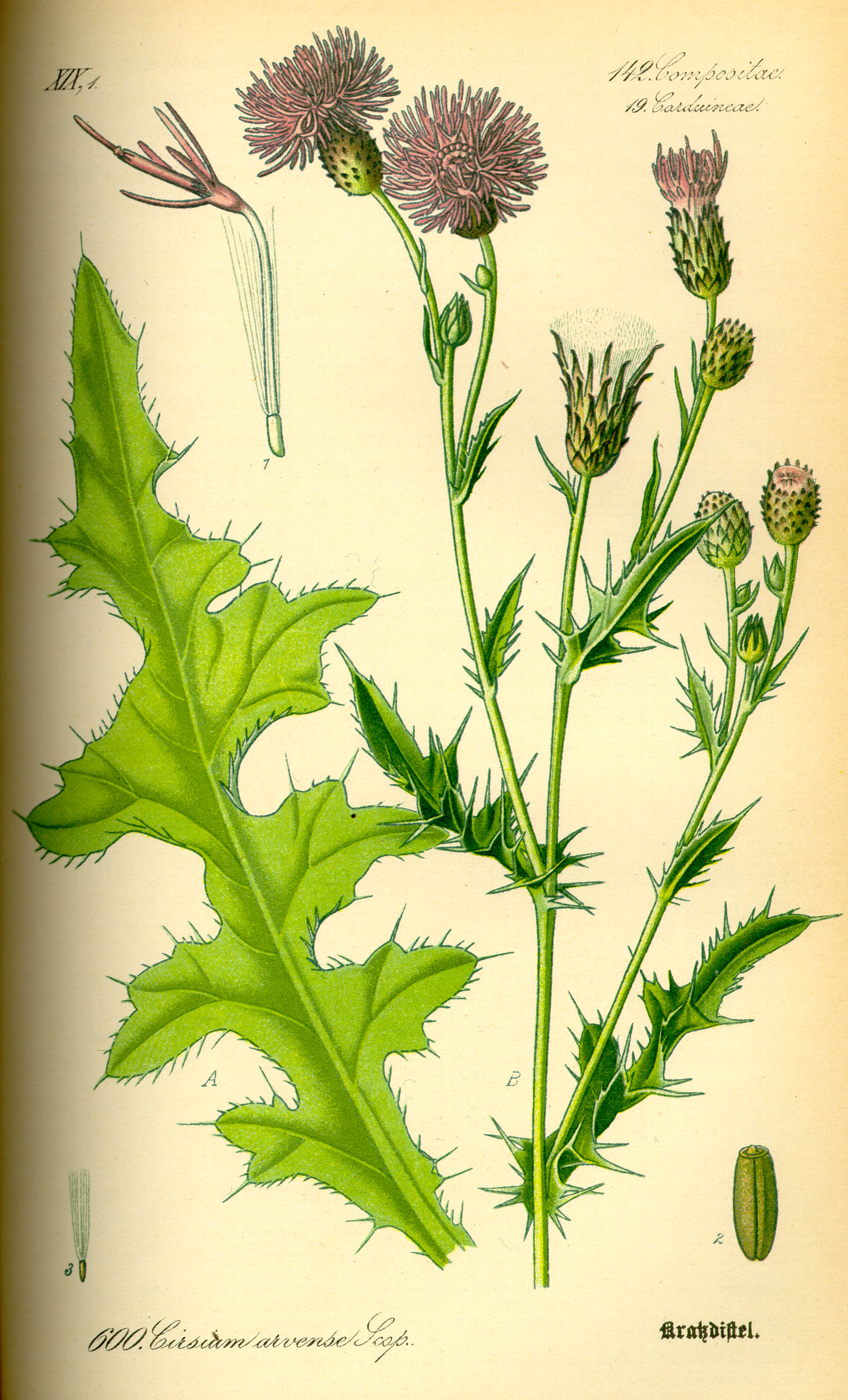
Tranh vẽ minh họa năm 1885, trong sách Flora von Deutschland, Österreich und der Schweiz

Sự biến thiên trong các đặc trưng lá (kết cấu, lớp lông, sự chia đoạn, tình trạng gai góc) là cơ sở để xác định các thứ/chủng kế đồng. Theo Flora of Northwest Europe thì có 2 thứ là:
- Cirsium arvense var. arvense: Phần lớn châu Âu. Các lá không lông hay chỉ có lông mỏng phía dưới.
- Cirsium arvense var. incanum (S. G. Gmelin) Ledeb, 1845: Nam Âu. Các lá rậm lông phía dưới.

Theo Biology of Canadian Weeds: Cirsium arvense thì có 4 thứ:
- Cirsium arvense var. vestitum Wimm. & Grab, 1829: Các lá có lông măng xám phía dưới.
- Cirsium arvense var. integrifolium Wimm. & Grab, 1829: Các lá liền khối hoặc các lá phía trên liền khối còn các lá ở đoạn thân thấp phía dưới xẻ thùy lông chim nông và đều hay lượn sóng.
- Cirsium arvense var. arvense: Các lá xẻ thùy lông chim từ nông tới sâu, thường bất đối xứng.
- Cirsium arvense var. horridum Wimm. & Grab, 1829: Các lá dày, gần dai như da, bề mặt gợn sóng, các gai ở mép lá dài và mập.

## Sử dụng
Giống như các loài Cirsium khác, rễ kế đồng ăn được nhưng hiếm khi được sử dụng do xu hướng gây ra đầy hơi ở một số người. Rễ cái được coi là phần nhiều dưỡng chất nhất. Lá cũng ăn được, nhưng do nhiều gai nên việc dùng nó làm thức ăn là không đáng giá. Tuy nhiên phần thân là ăn được và dễ dàng tách bỏ gai hơn.
Nhà máy rượu Bruichladdich trên đảo Islay liệt kê kế đồng là một trong số 22 thảo mộc sử dụng trong loại rượu gin của họ là The Botanist.
Mào lông cũng được người Cherokee sử dụng trang trí cho các phi tiêu thổi bằng ống xì đồng của họ.